# 노대영
노대영(Cecil Richard Rutt, 1925년 8월 27일 ~ 2011년 7월 27일)은 영국 로마 가톨릭 사제이자 전 영국 성공회 주교였다.
그는 거의 20년동안 한국에서 성공회 선교사로 봉사하였다. 그는 제임스 스카트 게일, 호머 비 헐버트, 조지 헤버 존스, 마크 네이피어 트롤로페 주교로 시작한 현재 한국학연구의 기초를 세운 학자 선교사들을 마지막으로 이은 사람이다. 그가 성공회 주교로 은퇴한 지 몇 년 후, Rutt는 1994년 로마 가톨릭 교회로 개종한 몇몇 성공회 신앙인중 한 사람이었다. 그는 이듬해에 로마 가톨릭 사제로 서품되었으며, 콘월에서 자신의 생애의 마지막 해를 보냈다.

## 어린 시절
그는 세실 러트(Cecil Rutt)와 메리 헤어(Mary Hare (née Turner))의 아들이었다. 그는 노팅엄셔의 Kelham Theological College 와 케임브리지의 Pembroke College에서 교육을 받았으며, 이 과정에서 석사 학위를 받았다.

## 성공회 사역
그는 1952년에 성공회 사제로 서품 되었다. 세인트 조지의 캠브리지에서 보좌 신부의 임기를 보낸 후 1954년 로저 테넌트와 함께 선교사로 한국에 부임하였다. 1965년에 그는 서부 서울의 부주교로 임명되었다. 1966년 6월 캔터베리 대주교 마이클 램지 (Michael Ramsey )는 그를 대전 교구 부교수로 임명하였고, 1968년 2월 대전 주교로 임명되었다. 그는 1973년 대영 제국 훈장을 수여받았다.

## 로마 가톨릭 사역
1994년 그는 로마 가톨릭으로 개종하였고 1995년 6월 로마 가톨릭 사제로 서품되었다. 그는 지난 몇 년 동안 Falmouth의 St Mary Immaculate Parish에 살았다.

## 한국학 및 저작
1954년부터 1974년까지 한국에 있는 동안 그는 고전 중국어뿐만 아니라 한국의 언어, 문화 및 역사를 심도있게 연구했다. 그는 왕립 아시아 학회 한국 지부 (Royal Asiatic Society Korea Branch)의 정회원으로 임원으로 봉사하고, 간행물을 감독하였고, 1974년에 회장으로 선출되었다. 그는 RASKB의 저널인 Transactions에 6개의 학술논문을 발표했다. 대부분은 현대식 한국에서 사용된 고전 중국어에 대한 깊은 지식을 보여준다. 그가 도착했을 때 사라져가고 있는 한국의 전통 문화에 대한 그의 깊은 애정은 특히 '한국에서의 사역과 일상: 국가 사제 일기의 메모'에서 잘 표현되었고 많은 인기를 얻게 되었다. 그의 전문성이 날 표현된 유명한 작품 중 하나는 제임스 게일의 '한국 사람들의 역사' 주해번역 (RASKB, 1972/1983)이었고, 여기에서 그는 제임스 게일에 대한 깊은 연구도 보여주었다. 게일처럼 러트는 고전 중국어에 매료되었고, 은퇴 후 1996년에 도전적으로 고대 중국 고전인 주역의 새로운 번역본을 출판했다. 그는 나중에 성공회 사제 로저 테넌트 Roger Tennant)의 역사 연구를 돕고, 키이스 프랫 (Keith Pratt)과 함께 한국백과사전을 공동 집필했다. 그는 동양 아프리카 연구 학원의 윌리엄 스킬렌드가 설립한 유럽 한국학 협회 (AKSE)와 영국 한국학 협회 (BAKS)의 회원이었다. 특히 그는 전통적이고 형식을 잘 갖춘 시조와 한국의 고대시에 매료되었다. 그는 수집한 희귀한 한국의 책을 옥스포드 대학의 보들 리언 도서관에 기증하였다.

## 뜨개질
그는 뜨개질에 대한 관심을 가지고 있었는데 '손 뜨개질의 역사 (Batsford, 1987)'라는 뜨게질 공예의 역사를 저술했다. 뜨개질에 관한 그의 책은 현재 윈체스터 예술 학교(사우 샘프 턴 대학교)에 보관되어 있다. 그는 1978년 창립 이래 Knitting & Crochet Guild에 참여했으며 사망 당시의 회장이었다.

## 개인 생활
그는 1969년 5월 홍콩에서 조앤 포드(Joan Ford, 1919년 4월 3일 ~ 2007년 9월 17일)와 결혼했다.